# St. Cyriakus (Schallenburg)

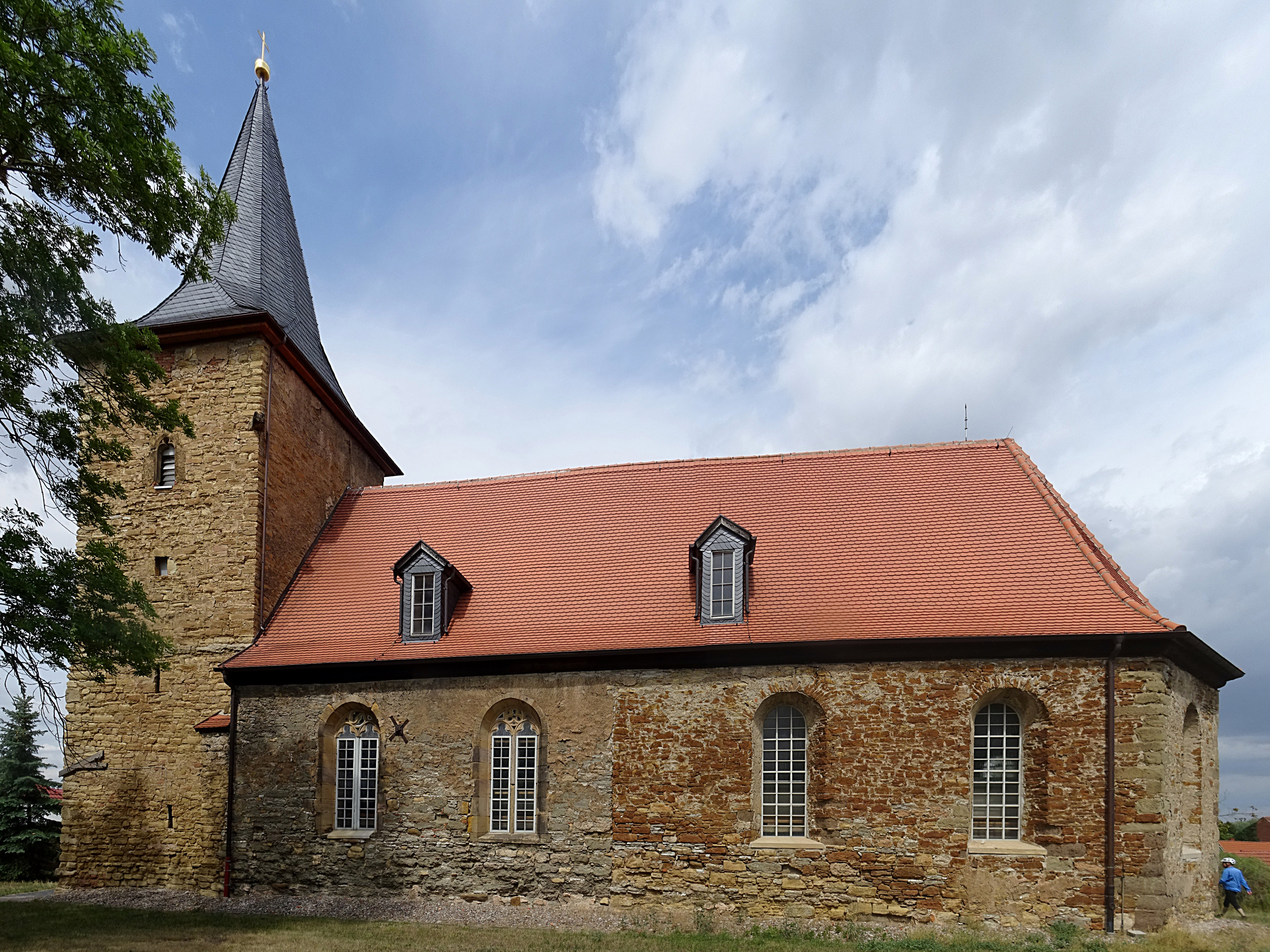
Die Kirche

Die evangelische Dorfkirche St. Cyriakus steht im Ortsteil Schallenburg der Stadt Sömmerda im Landkreis Sömmerda in Thüringen.

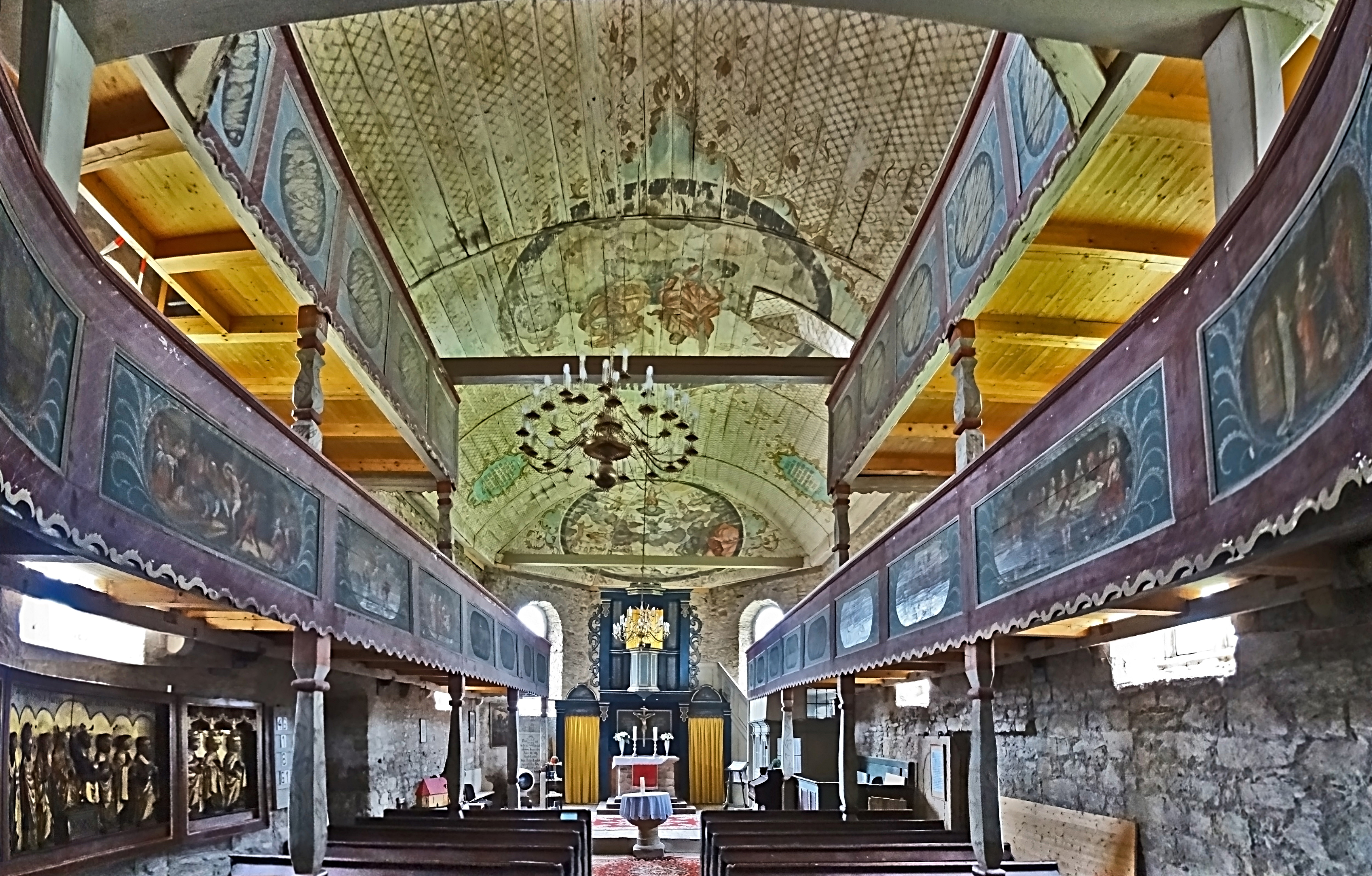
Innenansicht

## Geschichte
Diese Dorfkirche wurde 1387 erstmals urkundlich genannt. 
Das  westliche Schiff der Saalkirche und der Kirchturm sind wahrscheinlich aus der Spätgotik. Seit 1826 trägt der Turm eine spitze Haube aus dieser Zeit. Vorher hat er ein Satteldach getragen. Die Decke vom Kirchenschiff ist geschmückt mit Figuren und Gemälden mit dem Thema der Dreifaltigkeit und dem Jüngsten Gericht. Sie wurde im 18. Jahrhundert gemalt. 
Ein schlichter Kanzelaltar befindet sich im Polygon mit Verzierungen sowie in der spätgotischen Sakramentsnische mit dem Schweißtuch Christi.
Der Taufstein aus der Romanik ist wohl aus dem Mittelalter.
Die Kirche ist in die Denkmalliste des Landkreises Sömmerda eingetragen.